# Melitaea latonigena
Melitaea latonigena är en fjärilsart som beskrevs av Eduard Friedrich Eversmann 1847. Melitaea latonigena ingår i släktet Melitaea och familjen praktfjärilar. Inga underarter finns listade i Catalogue of Life.